# العرض العادي (الموسم 1)
الموسم الأول من العرض العادي  هو أولي أجزاء المسلسل الكرتوني الأمريكي العرض العادي تم بثه في الأصل على كرتون نتورك في الولايات المتحدة. عرضت شركة كينتيل «العرض العادي» لمشروع كرتون نتورك في كارتونستيتيوت، حيث سمحت الشبكة للفنانين الشباب بإنشاء الطيارين مع عدم وجود ملاحظات ربما يكون الخيار كعرض. بعد أن كان الضوء الأخضر، قام كوينتيل بتجنيد العديد من فناني الكتاب الهزلي، بالإضافة إلى بعض أفراد الطاقم الذين عملوا معهم في  مارفيلوس ميسادفنتوريس أوف فلافجاك ، لتكوين موظفي المعرض، يقترب لما يريده من هذه السلسلة.  العرض العادي  التقط من قبل كرتون نتورك، التي قررت إنشاء اثني عشر حلقة للموسم الأول.
الحلقة الأولى من الموسم الأول من " العرض العادي  هي " القوة ".تم تصوير هذا الموسم من قبل "ج. ج. كينتيل" و "سين سيليز" و "شيون تاكيوتشي" و "مايك روث" و "جيك أرمسترونغ" و "بنتون كونور" و "كات موري" و "بول سكارلاتا" وكينت أوسبورن. تم تصنيف العرض العادي في جزءه الأول كعرض يعتمد علي بعض من التلميح الجنسي الخفيف، والفكاهة الموحية / المواضيع، وأحيانا لعنف معتدل إلى معتدل، بما في ذلك المهرج الهزلي، والعنف الخيالي، ومشاهد الخطر والتهديد، والاستخدام غير المميت للمتفجرات والأسلحة والأسلحة النارية، والمراجع البصرية واللفظية للوفاة والموت. على الرغم من عدم بثه على شبكة كرتون نتورك أدولت سويم، فإنه يعتبر كوميديا رسوم متحركة للكبار أكثر من كونه كرتون تقليديا للأطفال.